# Catagela rubelineola
Catagela rubelineola là một loài bướm đêm trong họ Crambidae.